# Emilio Campos
Emilio Campos (Oviedo, España; 22 de agosto de 1954 - Caracas, Venezuela; 18 de septiembre de 2022) fue un futbolista hispano-venezolano que jugaba como defensa y su último equipo fue Estudiantes de Mérida de la Primera División de Venezuela.

## Carrera internacional
Campos realizó 17 apariciones para la selección de Venezuela entre 1979 y 1985.
También compitió con Venezuela en los Juegos Olímpicos de 1980 en Moscú, Unión Soviética, donde el equipo fue eliminado después de la ronda preliminar.

### Participaciones en Juegos Olímpicos
| Torneo                   | Sede  | Resultado    |
| ------------------------ | ----- | ------------ |
| Juegos Olímpicos de 1980 | Moscú | Primera fase |